# Big Hawk
Big Hawk ou H.A.W.K., né John Edward Hawkins le 15 novembre 1969 à Houston (Texas) et mort assassiné le 1er mai 2006 dans la même ville, est un rappeur, membre du DEA (Dead End Alliance) avec son frère Patrick "Fat Pat" Hawkins, DJ Screw et Kay-K, tous membres originaux du collectif de hip-hop Houstoniens Screwed Up Click (en) (SUC). 

## Biographie
Né le 15 novembre 1969 à Houston au Texas, John Edward Hawkins grandit avec son frère cadet, Patrick "Fat Pat" Hawkins, et ses deux sœurs. Il débute le rap en 1992 sous l’influence de son frère, lorsqu'il rencontre pour la première fois DJ Screw, un futur producteur de mixtapes et DJ dans le sud de Houston. En avril 2006, Hawk épouse sa petite amie de longue date, Meshah Henderson. Le couple a deux fils. 

## Carrière
En 1994, Hawk, Fat Pat, DJ Screw, Lil' Keke et Koldjack collaborent pour former le groupe DEA et Dead End Records. À la fin de 1998, DEA publie un album original intitulé Screwed For Life, en feat avec Big Pokey et le reste du collectif SUC. Après la mort de son frère Fat Pat et de DJ Screw, Hawk participe en 1999 à un album de compilation de Southside Playaz intitulé You Got Us Fuxxed Up, avec Mike D, Claydoe et d’autres membres du SUC. 
Hawk sort son album solo Under Hawk's Wings sur Dead End Records en 2000, collaborant notamment avec Lil' Flip, Lil' Keke, Big Moe et Z-Ro. Il figure également dans le tube "Wanna Be A Baller" de Lil' Troy. 
Big Hawk est apparu sur de nombreuses mixtapes d'artistes de la scène du rap underground Houston. Après la mort de Screw en 2000, il était la principale personne chargée de maintenir le SUC ensemble. Il a collaboré avec Lil 'O sur le titre à succès "Back Back". En 2002, il s’est associé à Game Face Records et a sorti son premier album sous son label Ghetto Dreams Entertainment, intitulé "HAWK". Avec la chanson "U Know Know", l'album a figuré sur la liste des meilleurs albums de R & B et de Rap du Billboard à la 45e position. 
Hawk figurait dans le single "Swang" de Trae, qui comprenait un hommage à Fat Pat en 2005. En 2006, Hawk et Clint Dempsey, de l’équipe nationale de football des États-Unis, ont enregistré une chanson pour la promotion de la Coupe du monde de football "Joga Bonito" de Nike, intitulée "Don't Tread".  
Depuis sa mort, Hawk a figuré sur plusieurs morceaux, dont le single "I Do" de Lil O, "Down In Texas" de l'album A. B. N. en 2008, It Is What It Is , et "I'ma Beast" de Big Unk. 
Le 11 novembre 2011, deux singles posthumes ont été publiés, intitulés "Somebody Who Loves You" et "Praise God". 

## Décès
Le 1er mai 2006, Hawkins a été abattu devant le 12127 Redfern Drive, à Houston, TX. Selon la police, Hawkins serait allé sur place jouer aux dominos avec un ami. C’est en attendant son ami devant sa maison qu’il a été abattu de plusieurs balles par un inconnu, jamais retrouvé jusqu'alors. La police n'a pu trouver aucun témoin susceptible de fournir des informations sur un suspect ou un motif de la fusillade. Il est décédé huit ans après l'assassinat de son frère Fat Pat.   

## Discographie

### Albums studio
| Année | Titre                                                                         | Classement             | Classement     | Classement          | Classement  |
| Année | Titre                                                                         | Top R&B/Hip-Hop Albums | Top Rap Albums | Albums indépendants | Heatseekers |
| ----- | ----------------------------------------------------------------------------- | ---------------------- | -------------- | ------------------- | ----------- |
| 1998  | Dead End Alliance (avec DJ Screw, Fat Pat et Kay-K) - Label: Dead End Records | -                      | -              | -                   | -           |
| 2000  | Under H.A.W.K.'s Wings - Label: Dead End Records                              | 68                     | -              | 30                  | 33          |
| 2001  | HAWK - Label: Ghetto Dreams Entertainment                                     | 45                     | -              | 43                  | -           |
| 2004  | Wreckin '2004 (avec Lil' Keke) - Label: Presidential Records                  | 93                     | -              | -                   | -           |
| 2007  | Endangered Species - Label: Ghetto Dreams Entertainment                       | 54                     | 24             | -                   | -           |
| 2008  | Still Wreckin ' (avec Lil' Keke) - Label: Presidential Records                | -                      | -              | -                   | -           |

### Mixtapes
- 2004: A Bad Azz Mix Tape Vol. II.
- 2005: The Incredible Hawk Undaground Volume 1
- 2005: The Incredible Hawk Undaground Volume 2
- 2006: Since the Gray Tapes, Vol. 4
- 2007: Terrible Texas Dub K Six

### Apparitions enfeaturing
| Année | Chanson               | Interprète(s)                                | Album                                             |
| ----- | --------------------- | -------------------------------------------- | ------------------------------------------------- |
| 1999  | "Boys N Da South"     | E.S.G.                                       | Shinin' N' Grindin'                               |
| 1999  | "Day 4 Day G's"       | Day 4 Day G's, Big Moe                       | What"s Da Deal!                                   |
| 2000  | "Country Rap Tune"    | Towdown, Big Pokey                           | By Prescription Only                              |
| 2000  | "Nigga Who Dat"       | Woss Ness, South Park Mexican                | Bangin Screw                                      |
| 2000  | "Took A Lil Time"     | Mafio, Shunny Pooh, Ronnie Spencer           | Shunny Pooh Presents: 3rd Coast's Finest Volume 1 |
| 2000  | "Save Me"             | Candyman, Den-Den, Black-N-Mild, Lil J       | Makin' Deals Of A Lifetime                        |
| 2001  | "Already"             | G.I.N. of the Presidential Playas. Big Pokey | Straight Out Da Bottle                            |
| 2001  | "Real Recognize Real" | Godfather                                    | Before It's Too Late                              |
| 2001  | "PAT"                 | D-Drew, Big Baby                             | Down South Still Holdin                           |
| 2001  | "You Made It Happen"  | H.A.W.K.                                     | ScrewHeads: Forever And A Day                     |
| 2001  | "Down South We Mob"   | R.W.O., Lil' Keke                            | Book Of Game: Chapter 1                           |
| 2002  | "Chicken Fried Steak" | Tow Down, Slim Thug, Bun B                   | Chicken Fried Steak                               |
| 2002  | "Watch Out"           | E.S.G., Slim Thug                            | Boss Hogg Outlaws                                 |
| 2002  | "Keep It 100"         | Kottonmouth                                  | Urban Legend                                      |
| 2003  | "Sho Yo Thong"        | Lyrical 187                                  | Ready 4 What Eva                                  |
| 2004  | "G-Strang"            | Kottonmouth, Big G                           | Authentic                                         |
| 2018  | "Sicko Mode”          | Travis Scott, Drake, Swae Lee                | Astroworld                                        |

## Récompenses et nominations

### Grammy Awards
Les Grammy Awards sont des prix annuels remis par la Recording Academy afin de récompenser des réalisations exceptionnelles dans l'industrie de la musique principalement de langue anglaise. 
| Année | Nomination   | Prix                         | Résultat | Réf.  |
| ----- | ------------ | ---------------------------- | -------- | ----- |
| 2019  | "Sicko Mode" | Meilleure performance de rap | Nommé    | [ 3 ] |
| 2019  | "Sicko Mode" | Meilleure chanson de rap     | Nommé    | [ 3 ] |